# ماجل بلعباس
ماجل بلعباس إحدى مدن الجمهورية التونسية، تقع في ولاية القصرين. بلغ عدد سكانها 5003 عام 2004.

## الاقتصاد
تشتهر معتمدية ماجل بلعباس بإنتاج الفستق، حيث يبلغ إنتاجها السنوي حوالي 1500 طن. وتتصدر بذلك الترتيب في إنتاج هذه الفاكهة. على المستوى الوطني.

## الثقافة
إفتتحت المدينة هذه السنة مهرجانها السنوي للفستق، وهي تظاهرة ثقافية وترفيهية تهدف للتعريف بهذا المنتوج الذي تشتهر به المعتمدية وتحتل صدارة الترتيب الوطني في إنتاجه. ويتخلل الاحتفالات عروض موسيقية وترفيهية، إضافة لمعارض للتعريف بالفستق ومختلف أنواعه.

## مواضيع ذات علاقة
- ولاية القصرين